# Mário Jorge Lobo Zagallo
Mário Jorge Lobo Zagallo (Maceió, 9 d'agost de 1931 - Rio de Janeiro, 5 de gener de 2024) fou un futbolista i entrenador de futbol brasiler.
Fou el primer futbolista que guanyà el Mundial de futbol com a jugador (1958 i 1962) i com a entrenador (1970); també el guanyà com assistent el 1994. També fou entrenador del Brasil als Mundials de 1974 (quart) i 1998 (segon).
Zagallo començà la seva carrera a l'América el 1948. Després jugà a Flamengo i Botafogo. Com a entrenador també portà la selecció dels Emirats Àrabs al Mundial de 1990.

## Palmarès
Jugador
- Torneio Início do Rio de Janeiro
  - Flamengo: 1951, 1952
  - Botafogo: 1961, 1962, 1963
- Campionat carioca
  - Flamengo: 1953, 1954, 1955
  - Botafogo: 1961, 1962
- Torneig Rio-São Paulo
  - Botafogo: 1962, 1964
- Copa del Món de futbol
  - 1958, 1962

Entrenador
- Torneio Início do Rio de Janeiro
  - Botafogo: 1967
- Taça Guanabara
  - Botafogo: 1967, 1968
  - Fluminense: 1971
  - Flamengo: 1972, 1974, 2001
- Campionat carioca
  - Botafogo: 1967, 1968
  - Fluminense: 1971
  - Flamengo: 1972, 1974, 2000, 2001
- Taça Brasil
  - Botafogo: 1968
- Torneio do Povo
  - Flamengo: 1972
- Taça Rio
  - Flamengo: 1985, 2000
- Copa dos Campeões
  - Flamengo: 2001
- Copa del Món de futbol
  - 1970
- Copa Amèrica de futbol
  - 1997
- Copa Confederacions
  - 1997